# La Maddalena (Sardinien)
La Maddalena ist eine italienische Gemeinde mit 10.582 Einwohnern (Stand 31. Dezember 2023). Sie umfasst den La-Maddalena-Archipel vor der Nordostküste Sardiniens. Sie ist Teil der Provinz Nord-Est Sardegna in der Autonomen Region Sardinien und zur Gänze im Nationalpark La-Maddalena-Archipel unter Schutz gestellt.
Der Großteil der Bevölkerung lebt auf der Insel La Maddalena im gleichnamigen Hauptort. Zentrum ist die Piazza Umberto I (früherer Name Piazza Comando) direkt am Hafen. Von dort gibt es Fährverbindungen zum Hafen von Palau. Die einzige andere bewohnte Insel der Gemeinde ist Caprera. Haupterwerbsquelle der Einheimischen ist der Tourismus.

## Geographie
Die Gemeinde ist 49,37 km² groß. Über zwei Drittel davon verteilen sich auf die beiden größten Inseln La Maddalena (20,1 km²) und Caprera (15,7 km²), die durch eine Brücke miteinander verbunden sind. Die nächstgrößten Inseln sind Spargi (4,2 km²), Santo Stefano (3 km²), Santa Maria (2 km²), Budelli (1,6 km²) und Razzoli (1,5 km²).

## Bevölkerung
Die Bevölkerung der Gemeinde konzentriert sich auf den Hauptort der Insel La Maddalena, wo rund 10.000 der insgesamt 10.582 Einwohner leben (Stand 31. Dezember 2023).
| Jahr      | 1921   | 1951   | 1971   | 1991   | 2001   | 2011   |
| --------- | ------ | ------ | ------ | ------ | ------ | ------ |
| Einwohner | 10.301 | 10.370 | 10.724 | 11.048 | 11.369 | 10.936 |

Quelle: ISTAT